# Heinkel HD 23
Heinkel HD 23 (jinak též Aiči Typ H) byl jednomístný jednomotorový dvouplošný palubní stíhací letoun vyvíjený společností Heinkel pro Japonské císařské námořní letectvo. Byl to první stíhací letoun vyvinutý společností Heinkel.

## Historie
Palubní stíhací letoun HD 23 byl vyvíjen společností Ernst Heinkel Flugzeugwerke na zakázku japonského námořnictva. Mezi požadavky patřila schopnost přistání letounu na hladině, aby mohl být vyzvednut jeřábem. Výsledný letoun však byl příliš těžký a podmotorovaný, takže jeho výkony zůstaly za očekáváním. První prototyp poprvé vzlétl roku 1925 a roku 1926 se do zkoušek zapojil druhý prototyp. Roku 1927 byly oba prototypy odeslány do Japonska, kde je měla licenčně stavět společnost Aiči Kókúki. Japonští konstruktéři se snažili letoun odlehčit a zkušebně instalovali i motor Hispano-Suiza 12Ha. Japonské označení letounu bylo Aiči Typ H. Japonské námořnictvo však letoun nepřijalo. Místo toho upřednostnilo stíhací letoun Nakadžima A1N. Celkem byly postaveny čtyři exempláře HD 23, z toho dva v továrně Heinkel a další dva u Aiči.

## Konstrukce
Jednalo se o jednomotorový jednomístný dvouplošník smíšené konstrukce s dřevěnými křídly. Měl pevný záďový podvozek. Trup měl člunovitý trup a společně s dolním křídlem byl vodotěsný. Hlavní podvozek byl odhazovatelný a v trupu byly umístěny nafukovací vaky, které měly letoun udržet na hladině. Pilot seděl v otevřeném kokpitu. Poháněl jej řadový motor BMW VIa o výkonu 660 k (485 kW) s dvoulistou vrtulí. Plánovanou výzbroj tvořily dva synchronizované 7,7mm kulomety.

## Specifikace
Údaje podle:

### Technické údaje
- Osádka: 1
- Délka: 7,64 m
- Rozpětí křídel: 10,8 m
- Výška: 3,4 m
- Nosná plocha: 35,32 m²
- Hmotnost prázdného stroje: 1 470 kg
- Vzletová hmotnost: 2 070 kg
- Pohonná jednotka: 1 × dvanáctiválcový vidlicový motor BMW VIa
- Výkon pohonné jednotky: 660 hp (485 kW)

### Výkony
- Maximální rychlost: 249 km/h u země
- Cestovní rychlost: 167 km/h
- Dostup: 6250 m

### Výzbroj
- 2× 7,7mm kulomet